# Navel
Navel war eine Alternative-Rock-Band aus der Nähe von Basel (Erschwil) (Schweiz). 2006 bis Anfang 2010 war sie bei dem Berliner Independent-Label Louisville Records unter Vertrag, seit Mitte 2010 beim Berliner Independent-Rock-Label Noisolution. Die Band hat vier Alben und mehrere Singles herausgebracht.

## Geschichte
Im Jahr 2003 gründeten Jari Altermatt (Gitarre, Gesang), Patrick Meury (Bass) und Andi Steiner (Schlagzeug) die Band in der Ricola-Fabrik in Laufen, Schweiz. Nach einigen Gigs in und um Erschwil und Laufen (Schweiz) lernten sie Chrigel Fisch kennen, welcher von 2004 bis Ende 2011 als »Personal Jesus« (Manager) der Band fungierte. Die Positionen Schlagzeug und Bass wechselten mit der Zeit: 2007 sass Olivier Joliat (Welken, Lombego Surfers, Dessert Session) am Schlagzeug. Seit Mitte 2007 bestand die Besetzung aus Jari Altermatt (Gitarre, Gesang, Harp), Eve Monney (Bass, Gesang; seit 2005) und Steve Valentin (Schlagzeug; seit Mitte 2007). 2006 und 2007 spielte die Band etwa 100 Konzerte in Europa und unterzeichnete einen Plattenvertrag bei Louisville Records. Im Juli 2008 gab Bassistin Eve ihren Ausstieg aus der Band bekannt. Sie wolle sich fortan anderen künstlerischen Aufgaben widmen. Der neue Bassist der Band war Michi Christ, der die Band 2011 mit Steve Valentin wieder verliess. Ende 2011 endete auch die Zusammenarbeit mit Chrigel Fisch (Personal Jesus MGMT), der Navel seit 2004 als Manager und Booker betreut hatte. Im Sommer 2010 stiessen Navel zu Noisolution in Berlin. Die aktuelle Besetzung besteht seit 2012 aus Marco Näf (Bass, Gesang), Massimo Tondini (Keyboard, Gitarre, Gesang) und Martin Huber (Schlagzeug), sowie Gründer Jari «Antti» Altermatt.
Am 1. Dezember 2015 gab die Band via Facebook bekannt, dass sie sich auflösen werde. Die letzten beiden Konzerte fanden am 2. Dezember 2015 im Schüür in Luzern (Schweiz), sowie am 5. Dezember 2015 in der Kaschemme in Basel (Schweiz) statt. Die endgültige offizielle Auflösung gab die Band dann am 6. Dezember 2015 via Facebook bekannt. Navel gaben insgesamt 385 Konzerte.

## Erfolge
Navel tourten bisher in Europa und spielten 2009 am SXSW-Festival in Austin/Texas sowie 2012 am CMJ Music Marathon in New York. 2006/2007 machten sie sich als Support von Wolfmother und Queens of the Stone Age einen Namen. 2007 spielten sie auf grösseren Festivals wie Eurockéennes und Greenfield. Im November 2007 wurden sie als Support für den deutschen Teil der Welttour der Queens of the Stone Age verpflichtet. Im November 2009 erhielten Navel den Basler Pop-Preis, verliehen vom RFV Basel (vormals: Rockförderverein der Region Basel). Im Sommer 2012 spielten sie am Montreux Jazz Festival. Im Frühling 2013 wurde die Band an den WDR Rockpalast in Bonn eingeladen. 2013 traten sie unter anderem am Paléo Festival Nyon auf.

## Diskografie

### Alben
- 2008: Frozen Souls (Louisville Records, 2009 in Europa über Roadrunner Records)
- 2011: Neo Noir (Noisolution)
- 2013: Loverboy (Noisolution)
- 2014: Songs of Woe (Noisolution)

### EPs
- 2004: Tribute to Mr. Hank (Demo)
- 2007: Vomiting (Louisville Records)

### Singles
- 26. November 2006: Forsaken Speech / Manners and Philosophies (7" Vinyl limited edition, Louisville Records)
- 28. September 2007: Vomiting / Our Mother the Mountain (7" Vinyl limited edition, Louisville Records)
- 2008: Somehow (digital, Louisville Records)
- 2008: Keep Me Dry / Doll (digital, Louisville Records)
- 2009: John Q. Public / Here's A Song (7" Vinyl limited edition, Louisville / Roadrunner Records)